# سیارک ۲۵۶۸۹
سیارک ۲۵۶۸۹ (به انگلیسی: 25689 Duannihuang، نامگذاری:2000AL121)۲۵۶۸۹مین سیارک کشف شده‌است که در ۰۵ ژانویه ۲۰۰۰ کشف شد.